# Biscuiteries de Reims
Le présent article reprend l’historique des biscuiteries de Reims, à la fin du XXe siècle, de leur création à leur disparition.

## Historique
Reims a longtemps été connu pour ses biscuits et ses pains d’épice.
Une de ses maisons artisanales a été fournisseur officiel du Roi pour ses pains d’épice.
La tradition voulait que l’on offre au Roi lors dans sa venue à Reims une caque de poire Rousselet et une corbeille de pain d’épice façonné en cœur.
Au-delà de l’anecdote, la biscuiterie s’est fortement développée de manière industrielle à Reims au XXe siècle pour représenter jusqu’à 7% de la production des biscuits et 3,5% des biscottes produits en France.
Mais ces usines ont finalement disparu en ayant été absorbées par les Grands Groupes alimentaires.
Aujourd’hui, il ne subsiste qu’une seule maison historique, la maison Fossier.

## Biscuiterie du Bastion
La biscuiterie du Bastion a commencé son activité en 1966.et était située 44, boulevard Jamin à Reims. Elle a cessé son activité en 1986.
Aujourd’hui, le site a été reconverti en logements de la résidence « Le Domaine Jamin ».

## Maison Derungs Frères
La Maison Derungs, fondée à la fin XVIIe siècle, en 1691.
Elle occupe des locaux de production aux 20-22, rue Dieu-Lumière à Reims en 1897, et devient société Derung Frères.
Elle occupe une cinquantaine d’ouvriers et ouvrières.
En partie détruits pendant la Grande Guerre, elle est reconstruite en 1920, mais cesse ses activités dans  les années 1960,.

## Maison Elie Sigaut
La biscuiterie Elie Sigaut a été fondée en 1877.
Depuis 1895, elle s’installe 11, rue du Cardinal-Gousset à Reims. Le site de production est presque complètement détruit à la fin de la guerre 14-18, puis reconstruit,.
L'usine est détruite pour construire, en 1996, la résidence « Le Cardinal Gousset » aux 11/13, rue du cardinal Gousset à Reims.

## Maison Noël-Houzeau puis Maison Fossier
La maison Noël-Houzeau est fondée sur le territoire français en 1756, sous le règne de Louis XV. Les biscuits, massepains et pains d'épices qu'elle fabrique sont présents lors du sacre de Louis XVI en la Cathédrale de Reims. 
La biscuiterie devient par la suite l'un des fournisseurs du roi de France et de Navarre. Sous Charles X, en 1825, elle reçoit un « brevet de fabrication de biscuit du roi » garantissant la qualité de ses biscuits.
En 1845, Monsieur Fossier, boulanger rémois, reprend la succession de cette biscuiterie et fait découvrir les recettes à ses habitants avant de rejoindre la France entière.
Source : reprise début l’article Wipédia « Maison Fossier »

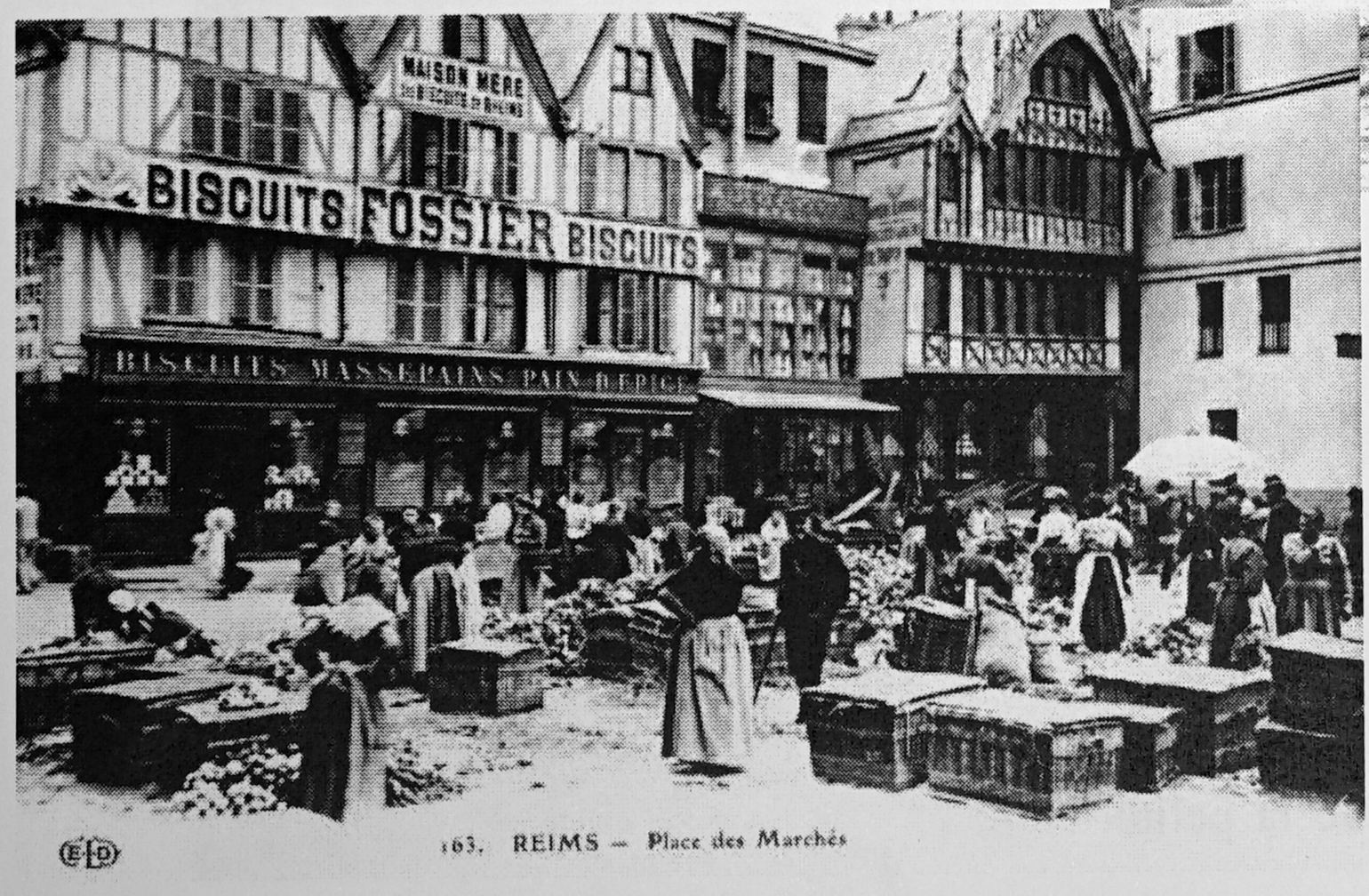

## Biscuiterie Petitjean
La biscuiterie Petitjean a vu le jour en 1722.

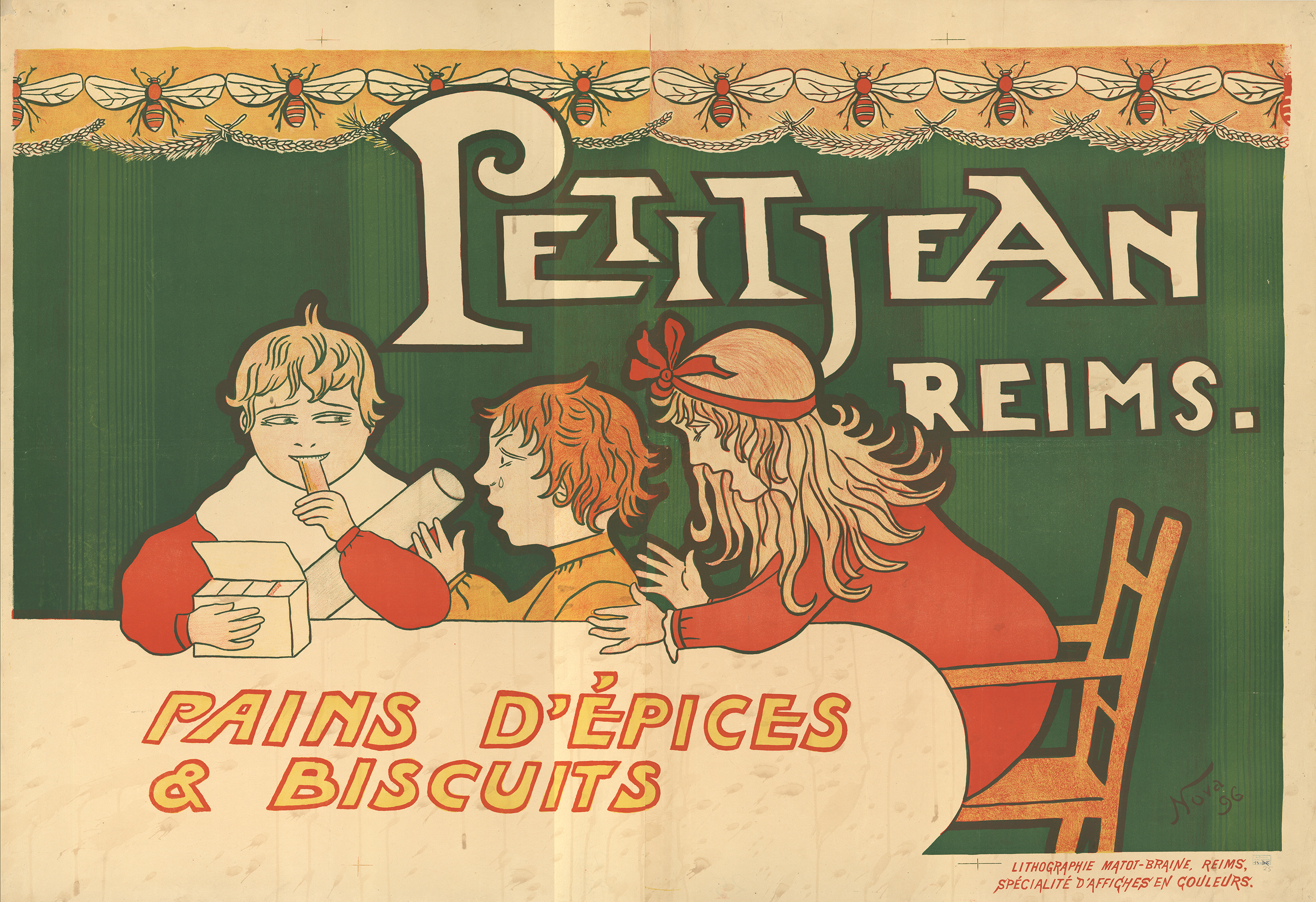
Affiche pour les biscuits et pains d'épices Petitjean.

## Biscuiterie Prévoteau
La maison Prévoteau était spécialisée dans la production de madeleine. Elle est à l'origine des madeleines Excelsior.

## Biscuiterie REM

### La société
À l'origine nommée "Biscuiterie Rémoise" elle devint la "Biscuiterie REM" (le radical "rem" se rapportant à la ville de Reims).
La biscuiterie REM a vu le jour en 1933.
Le siège était situé au 55, avenue de Laon  à Reims. Sa superbe façade Art Nouveau encore visible a été restaurée et le bâtiment abrite aujourd’hui une résidence étudiante.
Une usine de production était située 13, rue Périn à Reims. Aujourd’hui détruite, elle est remplacée par un parking. 
La biscuiterie REM à Reims fabriquait notamment deux sortes de biscuits : les déjeuners REM et les Choco REM .
En 1950, elle rachète la biscuiterie Derungs.
L'entreprise REM fusionne avec Lu Brun et Trois Chatons pour former Lu Brun associés. 
Le rachat de l'usine par Général Biscuit France a lieu en 1977 et la fermeture définitive en 1986.

### Quelques biscuits
Plusieurs types de biscuits furent commercialisés :
- Les "Déjeuner"[11] et les "Déjeuner Superlacté"[12]

Les "Déjeuner REM" sont de gros biscuits dorés très épais et très nourrissants.
- Les "Choco Rem"[13] (chocolat), déclinés en "Vany Rem"[13] (vanille), "Remoka"[14] (café) et "Rem aux fruits"[12] (orange, citron, fraise, abricot)

Les "Choco REM" sont constitués par deux grands biscuits (rectangulaires, type petit beurre) collés entre eux par une préparation à base de chocolat, remplacée par une préparation de goût différent pour les autres spécialités.
- Les biscuits "Charles VII"[15] : "L'exquis sablé"

Le "Charles VII" est un biscuit sablé plat dont la forme est proche de celle d'un petit-beurre, la cathédrale de Reims y est représentée. L'iconographie du paquet évoque l'épisode historique du sacre de Charles VII à Reims.
- Le "Biscuit Rose de Reims"[15] ou "Biscuit de Reims"[12] : "L'authentique".

Il s'agissait d'un biscuit rose de Reims, spécialité champenoise.
- Les biscuits "Champagne"[12] : "Le fin dessert"
- Le "Petit-Beurre Rem"[15] et le "Petit Rem"[12] : "si frais, si croustillant !"

Ce biscuit avait l'aspect d'un petit-beurre.
- Biscuits "Twist"[12]

Les "Twist" étaient présentés par paquet de 20, avec un emballage jaune décoré en brun de silhouettes de danseurs, le nom "Twist" était imprimé en rouge. Les biscuits ronds portaient un décor en relief figurant des instruments de musique dans un cercle (trompette, saxophone, guitare, percussion).

## Biscuiterie Rémoise
La "Biscuiterie Rémoise" est recréée sous l'impulsion des cadres de l'usine et de leurs amis rémois.
Elle est reprise, en 1994, par Charles de Fougeroux qui rachète la biscuiterie Fossier en 1996.
Les deux entreprises fusionneront sous le nom de Fossier.

## Maison Rogeron
La biscuiterie Rogeron a été fondée en 1791.
La biscuiterie Rogeron était située 78, rue Lesage à Reims.
Les bâtiments sont endommagés pendant la Première Guerre mondiale, puis reconstruits et agrandis peu après 1920. 
La fabrication de biscuits a cessé dans les années 1960. 
Une entreprise de produits chimiques eau et feu, reprend les locaux en 1970.
C'est aujourd'hui un ensemble de petits immeubles qui longe la voie de chemin de fer à la place de l'Usine. 

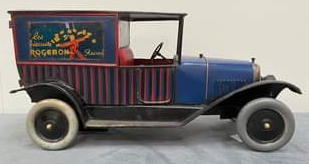
Voiture publicitaire pour les biscuits Rogeron.
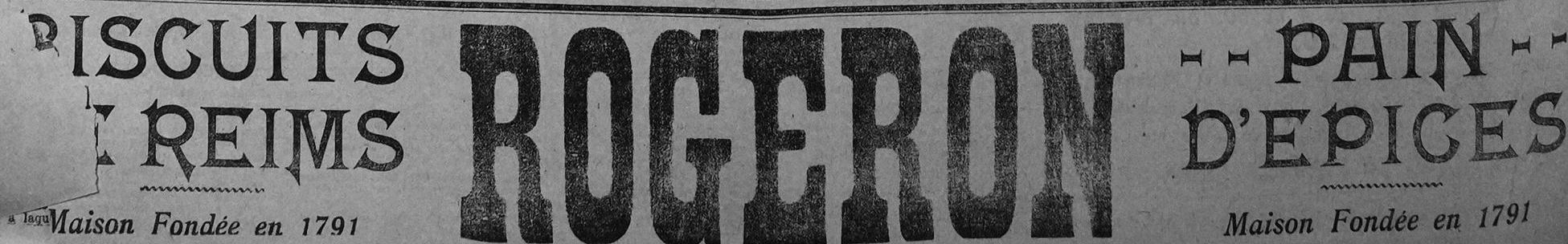
En 1924 une publicité dans l’Éclaireur de l'Est.

La maison Rogeron avait également créé, en 1832,une usine de biscuits dans les Ardennes à Tremblois-lès-Rocroi.

## Biscuiterie Triquenaux
La biscuiterie Triquenaux était située 8/ 10, rue de l'Écu à Reims.
Elle a cessé toute activité vers 1960 pour laisser la place à plusieurs magasins de commerce et des logements.